# Miguel Ángel Vallejo
Miguel Ángel Vallejo Navarro (Zapotlán, Jalisco; 3 de septiembre de 1990) es un futbolista mexicano. Su posición es Mediocampista y su actual club es el Leones Negros de la Liga de Expansión MX.

## Trayectoria

### Alebrijes de Oaxaca
El 6 de junio de 2021 se da a conocer su llegada a Alebrijes de Oaxaca.

### Leones Negros
El 3 de junio de 2022 se hace oficial su llegada a los Leones Negros.

## Estadísticas

### Clubes
Actualizado al último partido jugado el 1 de febrero de 2024.
| Tecos F. C. · México                        | 1.ª                 | 2010-11             | 3   | 0  | -  | - | - | - | 3   | 0  | 0.00 |
| Tecos F. C. · México                        | Total               | Total               | 3   | 0  | 0  | 0 | 0 | 0 | 3   | 0  | 0.00 |
| Loros de Colima · México                    | 3.ª                 | 2011                | 18  | 0  | -  | - | - | - | 18  | 0  | 0.00 |
| Loros de Colima · México                    | 3.ª                 | 2014                | 19  | 3  | -  | - | - | - | 19  | 3  | 0.15 |
| Loros de Colima · México                    | Total               | Total               | 37  | 3  | 0  | 0 | 0 | 0 | 37  | 3  | 0.08 |
| CD de los Altos · México                    | 3.ª                 | 2012                | 14  | 0  | -  | - | - | - | 14  | 0  | 0.00 |
| CD de los Altos · México                    | 3.ª                 | 2012-13             | 31  | 8  | -  | - | - | - | 31  | 8  | 0.25 |
| CD de los Altos · México                    | 3.ª                 | 2013                | 17  | 6  | -  | - | - | - | 17  | 6  | 0.35 |
| CD de los Altos · México                    | Total               | Total               | 62  | 14 | 0  | 0 | 0 | 0 | 62  | 14 | 0.22 |
| Cimarrones de Sonora · México               | 3.ª                 | 2014-15             | 33  | 7  | -  | - | - | - | 33  | 7  | 0.21 |
| Cimarrones de Sonora · México               | 2.ª                 | 2015-16             | 28  | 1  | -  | - | - | - | 28  | 1  | 0.03 |
| Cimarrones de Sonora · México               | 2.ª                 | 2016-17             | 38  | 8  | 2  | 0 | - | - | 40  | 8  | 0.20 |
| Cimarrones de Sonora · México               | 2.ª                 | 2017-18             | 30  | 9  | 7  | 1 | - | - | 37  | 10 | 0.27 |
| Cimarrones de Sonora · México               | 2.ª                 | 2018-19             | 31  | 11 | 3  | 1 | - | - | 34  | 12 | 0.35 |
| Cimarrones de Sonora · México               | 2.ª                 | 2019-20             | 19  | 2  | -  | - | - | - | 19  | 2  | 0.10 |
| Cimarrones de Sonora · México               | 2.ª                 | 2020-21             | 34  | 7  | -  | - | - | - | 34  | 7  | 0.21 |
| Cimarrones de Sonora · México               | Total               | Total               | 213 | 45 | 12 | 2 | 0 | 0 | 225 | 47 | 0.21 |
| Alebrijes · México                          | 2.ª                 | 2021-22             | 33  | 4  | -  | - | - | - | 33  | 4  | 0.12 |
| Alebrijes · México                          | Total               | Total               | 33  | 4  | 0  | 0 | 0 | 0 | 33  | 4  | 0.12 |
| C. D. Leones Negros de la U. de G. · México | 2.ª                 | 2022-23             | 41  | 8  | -  | - | - | - | 41  | 8  | 0.20 |
| C. D. Leones Negros de la U. de G. · México | 2.ª                 | 2023-24             | 19  | 2  | -  | - | - | - | 19  | 2  | 0.11 |
| C. D. Leones Negros de la U. de G. · México | Total               | Total               | 60  | 10 | 0  | 0 | 0 | 0 | 60  | 10 | 0.17 |
| Total en su carrera                         | Total en su carrera | Total en su carrera | 408 | 76 | 12 | 2 | 0 | 0 | 420 | 77 | 0.18 |
| (1) Incluye datos de Copa México.           |                     |                     |     |    |    |   |   |   |     |    |      |